# جلال شهدا
جلال شهدا (12 يوليو 1975 -) إعلامي لبناني.

## حياته
ولد في الأسكلة منطقة المينا في طرابلس، حصل على بكالوريوس في العلوم الطبيعية والتربية الرياضية.
عمل كمدرس لمادة العلوم (الفيزياء) والتربية الرياضية في العديد من المدارس والصروح اللبنانية قبل دخوله مجال الإعلام.
هواياته: - المطالعة والكتابة والمسرح، إضافة إلى ممارسة العديد من النشاطات الرياضية كركوب الخيل والتزلج على الجليد.

### حياته الأسرية
تزوج في الثلاثين من أغسطس2011 من لارا الدبغي في جزيرة سانتوريني المستشارة الإعلامية لإقليم شرق المتوسط وشمال أفريقيا في برنامج الأمم المتحدة المشترك المعني بالإيدز UNAIDS 

## مشواره المهني
خاض في البداية تجربة الإعلانات التجارية التي مثلت بوابة فتحت له عالم الإعلام على مصراعيه.كما خاض مجال التمثيل في تجربة يتيمة في مسلسل "بين السماء والأرض ".

### انطلاقته مع المؤسسة اللبنانية للإرسال
انطلاقته في المجال التلفزيوني كانت في يونيو عام 2002 في «المؤسسة اللبنانية للإرسال» كمذيع للنشرة الجوية.
قدّم عددًا كبيرًا من الحفلات والمسابقات مثل حفل «جوائز المطبوعات اللبنانية»، وحفل انتخاب «ملكة جمال لباس السباحة في العالم» لعام 2002، ومسابقة «انتخاب ملكة جمال لبنان» لعام 2003 على طريقة تلفزيون الواقع والذي استمر على مدى ثلاثة أشهر.
قدّم بعدها برنامج الألعاب والمسابقات لكل جواب حساب على شاشة المؤسسة اللبنانية للإرسال 
خاض مجال التمثيل ليلعب دور البطولة إلى جانب الممثلة ريتا لبكي في المسلسل التلفزيوني اللبناني «بين السماء والأرض» عام 2004 الذي عُرِض على شاشة المؤسسة اللبنانية للإرسال

### انتقاله لمركز تلفزيون الشرق الأوسط
انتقل إلى مجموعة إم بي سي في بيروت عام 2004 فشارك زميلته رزان مغربي تقديم برنامج الهواة نجم النجوم star search الذي استمر لثلاثة أشهر.
قدّم الموسم الأول من برنامج المغامرات عيش سفاري عام 2005 الذي تم تصويره في أدغال جنوب أفريقيا، وذلك قبل أن ينتقل لقسم الأخبار في إم بي سي دبي عام 2006 لتقديم نشرات الأخبار الرئيسية، بالإضافة لتغطيات ميدانية لمهمات إخبارية ل إم بي سي في كلٍّ من أفغانستان و كردستان و تركيا و العراق و لبنان وآخرها في غزة فلسطين خلال العام 2008.
قدّم إلى جانب نشرات أخبار التاسعة المسائية   والموسم الثاني من برنامج صباح الخير يا عرب مع نيكول تنوري بعدها شاركته لجين عمران التقديم 
عام 2010 تعرّض لحادث خلال ممارسته رياضة سباق الكارتينج" المفضلة لديه، ما أدّى إلى ما يسمى "بالديسك" وخروجه من مكانه، ليستقر على العصب، مسببا ضغطا كبيرا دفعه إلى الإسراع في اتخاذ قرار العملية الجراحية، وهو ما كان سببا لدخوله المستشفى في دبي لمدة أسبوع ونصف، ومن ثم انتقل إلى مستشفى الجامعة الأمريكية في بيروت، حيث أجرى العملية هناك، تماثل بعدها للشفاء وعاد بعدها لعمله في إم بي سي حتى مطلع العام 2011.

### عمله مع قناة الجزيرة القطرية
انتقل في فبراير2011 إلى قناة الجزيرة في قطر بعد أن قدّم استقالته في من قناة إم بي سي بعد سبع سنوات على شاشتها، علما بأن المشكلة لم تكن مادية مع قناة إم بي سي التي قدّمت عرضا مغريا له للبقاء فيها إلا أنه اختار الانتقال للجزيرة تحقيقا لطموحه بالإعلام الأخباري قام أيضا بتغطية ميدانية لأحداث اليمن من عدن.

## البرامج التي قدّمها
| البرنامج                                     | العام                 | القناة       |
| -------------------------------------------- | --------------------- | ------------ |
| نشرة أحوال الطقس                             | يونيو 2002            | إل بي سي     |
| جوائز المطبوعات اللبنانية                    | 2002                  | إل بي سي     |
| لكل جواب حساب                                | سبتمبر 2003           | إل بي سي     |
| نجم النجوم                                   | أبريل 2004            | إم بي سي     |
| عيش سفاري الموسم الأول                       | مارس 2005             | إم بي سي     |
| نشرات أخبار إم بي سي الرئيسية، أخبار التاسعة | يوليو 2006-2011       | إم بي سي     |
| صباح الخير يا عرب الموسم الثاني              | يوليو2009-2011        | إم بي سي     |
| نشرات الجزيرة الأخبارية                      | فبراير 2011 -حتى الآن | قناة الجزيرة |
| بلا حدود                                     | 2017 -حتى الآن        | قناة الجزيرة |